# Puente Atlántico
El Puente Atlántico es uno de los puentes que cruza el Canal de Panamá. Es un puente de carretera en la Provincia de Colón que se extiende por la entrada Atlántica al Canal. Es el tercer puente sobre el Canal de Panamá después del Puente de las Américas y el Puente Centenario, ambos en el lado Pacífico del Canal.
Había otro puente cercano que se desmanteló en noviembre de 2018, que se construyó en 1942 y ya no estaba en buenas condiciones.
El puente es una viga de hormigón de doble pilón, doble plano, puente atirantado con un tramo principal de 530 metros (1.740 pies) y dos tramos laterales de 230 metros (750 pies). Los enfoques este y oeste tienen 1.074 metros (3.524 pies) y 756 metros (2.480 pies) de largo, respectivamente. El puente fue diseñado por la China Communication Construction Company (CCCC) que consiste en HPDI, Louis Berger Group y construido por Vinci Construction.

## Ruta
El puente es parte de una carretera de conexión local que une la Costa Arriba y Costa Abajo de la Provincia de Colón no desarrollada. Reemplazó al cercano ferry del Canal de Panamá que comunicaba a ambos sectores. Es el único puente al norte del Corte Culebra, también del Puente Centenario. La nueva estructura vial de cuatro carriles sirve como vía de conectividad para la población de Colón con el resto del país. Está ubicado en la entrada de la vía interocéanica y conecta al país con su litoral Atlántico. Permite la comunicación de 114 corregimientos, 495 comunidades y beneficia a 40 mil habitantes de la Costa Abajo de Colón. También contribuye al desarrollo comercial, agropecuario y turístico del de la Costa Atlántica de Panamá.

## Colindantes
- Norte: con el Mar Caribe.
- Sur: con el Lago Gatún.
- Este: con la Ciudad de Colón.
- Oeste: con la Costa Abajo de Colón.

## Construcción
Se aprobaron tres consorcios para ofertar por la construcción del puente: Acciona Infraestructuras -Tradeco (España y México), Odebrecht – Hyundai Joint Venture (Brasil y Corea) y Vinci Construction Grands Projets (Francia). Las ofertas se recibieron en agosto de 2012.
En octubre de 2012, la Autoridad del Canal de Panamá adjudicó un contrato a la empresa francesa Vinci Construction para construir un tercer puente (permanente), cerca del lado del Atlántico, por un precio de oferta de 366 millones de balboas. En ese momento el puente no tenía nombre, pero se utilizaron el tercer puente y el puente lateral del Atlántico, así como el puente del Atlántico.
La construcción del puente y los viaductos de acceso, que comenzaron en enero de 2013, tenía una duración de tres años y medio y se esperaba que se completara en 2016. El tramo principal del puente fue codificado (unido en un solo tramo) el 6 de septiembre de 2018.

## Inauguración
El puente fue inaugurado por el Presidente de la República, Laurentino Cortizo, y el administrador del Canal de Panamá, Jorge Quijano, el viernes 2 de agosto de 2019.